# American Teenage Rock ’n’ Roll Machine
American Teenage Rock ’n’ Roll Machine – nazwa drugiego albumu amerykańskiego zespołu The Donnas.

## Lista utworów
1. „Rock & Roll Machine” – 2:53
2. „You Make Me Hot” – 2:20
3. „Checkin' It Out” – 3:13
4. „Gimmie My Radio” – 2:09
5. „Outta My Mind” – 2:15
6. „Looking for Blood” – 1:54
7. „Leather on Leather” – 2:17
8. „Wanna Get Some Stuff” – 2:18
9. „Speed Demon” – 2:01
10. „Shake in the Action” – 3:03